# Gránit Oroszlán Példakép díj
A Gránit Oroszlán Példakép díjjal évről évre a felelősségteljes, a hétköznapok küzdelmeiben példát mutató és felelősséget vállaló férfiakat jutalmazzák, akik tetteikkel, példamutatásukkal, értékrendjükkel pozitív mintaként szolgálnak.

## A díj alapításának története és eszmei háttere
A Gránit Oroszlán Példakép díjat Bedő Imre, a Férfiak Klubja Független Társadalmi szervezet alapítója álmodta meg 2017-ben, amellyel a férfiminta fontosságára és a férfiak különleges 21. századi társadalomépítő felelősségére szeretné felhívni a figyelmet a megalapításával. Évente kerül kiosztásra a példát mutató és felelősségvállaló férfiaknak, a hétköznapok hőseinek, akik tetteikkel, példamutatásukkal, hitükkel, lelkesedésükkel mindannyiunk javát szolgálják.
A Férfiak Klubja 2013 óta dolgozik azon, hogy a családok megerősítése és az erkölcsi alapok helyreállítása, a férfi és nő szövetségének megerősítése által olyan társadalmi változást érjen el, amely a válások számának csökkenését, az emberi együttműködés társadalomformáló értékeinek továbbadását, egy egészséges közösség újrateremtését és végső soron az elkövetkező generációk élhetőbb világát alapozza meg.
A férfiak kiszorulása a családból, felelősségteljes hivatásokból – mint a pedagógusi pálya vagy a felsőoktatás –, illetve a társadalom megannyi más területéről szomorú tendencia, hiszen a férfiakra a nőknek, a gyerekeknek és az egész társadalomnak szüksége van. Férfiak nélkül megáll a világ. A Gránit Oroszlán Példakép díjjal a férfiminta nélkülözhetetlenségére szeretné a Férfiak Klubja társadalmi szervezet felhívni a figyelmet. Arra, hogy férfinak lenni nem adottság vagy lehetőség, hanem jövőteremtő kötelesség is egyben. Ma, amikor a férfiak alig vannak jelen a családokban, a példaképeknek nagyobb jelentőségük van, mint valaha. 
A Férfiak Klubja alapítója, Bedő Imre szerint nem kevesebbre vállalkoznak, mint hogy megállítsák és megfordítsák a káros társadalmi tendenciákat. A problémát felismerőket, férfiakat és nőket egyaránt szeretnék egy zászló alá gyűjteni, hogy összefogva elég erő legyen elindítani a pozitív társadalmi változást. Ennek egyik pilléreként alapították meg a Gránit Oroszlán Példakép díjat, amivel éppen azokat a férfiakat szeretnék felmutatni és jutalmazni, akiket példaként lehet állítani a jövő generációk elé.

## Díjazott kategóriák

### Apapéldakép
A férfias minta családon belül történő átadása fontosságának, a minőségi apa–gyermek idő pótolhatatlanságának, az apa nélkülözhetetlenségének hangsúlyozására létrehozott kategória.

### Férfipedagógus-példakép
A férfipedagógus-hiány negatív hatásainak leküzdésére, a férfi pedagógusok presztízsének növelésére, társadalmi felelősségük kiemelésére szolgáló kategória.

### Mesterpéldakép
Azon edzők, ifjúsági vezetők, népművelők, oktatók, zenekarvezetők, vagy más, értékformáló területen tevékenykedők kitüntetésére alapított kategória, akik a hivatalos szakmai kereteken túl, az élet dolgaiban is példát mutatva támogatják a gyermekeket.

### Közéleti példakép
Olyan közéleti személyiségek, írók, művészek, sportolók, vagy más, a közéletben értékformáló területen tevékenykedők számára létrehozott kategória, akik már valami jelentőset „letettek az asztalra”, és ezzel követhető példaképek lehetnek.

### Felelősüzletember-példakép
Olyan vállalkozók, cégvezetők, menedzserek, üzletemberek számára kialakított kategória, akik a saját szigorúan vett érdekeiken túl messze távolabb látnak, és komolyan veszik, hogy felelősségük van az egész társadalommal szemben, ami nemcsak szavakban, de tettekben is megnyilvánul.

## A jelölés, jelentkezés és díjazás menete
A Gránit Oroszlán Példakép díj felhívása után a díjra a nagyközönség javasolhat jelölteket öt kategóriában (Apapéldakép; Férfipedagógus-példakép; Mesterpéldakép; Közéletiszemély-példakép; Felelősüzletember-példakép), akik a díj szellemiségének megfelelő mintát testesítenek meg. Az adott jelölési időszakban az ajánlások mellett önálló jelentkezéseket is elfogadnak, azaz lehetőség van arra, hogy az arra érdemes jelöltek saját maguk is jelentkezzenek, és jelöltséget szerezzenek az öt kategória közül bármelyikben. 
Az egyes kategóriák legjobb 3-3 jelöltjét – ők a döntősök – a korábbi díjazottakból álló Gránit Oroszlán Testület választja ki, amiről a kiválasztottak értesítést kapnak. A kategóriánkénti 3-3 díjazottat ünnepélyes díjkiosztó gála keretein belül hirdetik ki.
2023-ban a jelöléseket az alábbi linken lehetett leadni:
Jelölés 2023-as Gránit Oroszlán Példakép díjra

## Díjazottak
| Év   | Díjátadó gála      | Apa kategória                                         | Férfi pedagógus kategória                                                                                       | Mester kategória | Közéleti kategória | Felelős üzletember kategória                           |
| ---- | ------------------ | ----------------------------------------------------- | --- | --- | --- | ------------------------------------------------------ |
| 2017 | 2017. december 15. | Imre Zsolt pomázi gyümölcstermesztő                   | Nagy László szegedi mozgóképkultúra és médiaismeret, vizuális kultúra és művészettörténet tanár                 | Rostás Árpád Magyar Örökség Díjjal kitüntetett restaurátor, műbútorasztalos                                                           | Imre Géza világ- és Európa-bajnok, kétszeres olimpiai ezüst- és kétszeres olimpiai bronzérmes párbajtőrvívó            | –                                                      |
| 2018 | 2018. november 19. | Kisari Károly a Rejtett Kincsek Down Egyesület elnöke | Benedek Tibor Zoltán a szentesi Szent Erzsébet Katolikus Általános Iskola testnevelés és biológia szakos tanára | dr. Forgách Péter amerikai ösztöndíj-alapító tiszteletbeli konzul                                                                     | Várkonyi Attila (DJ Dominique) zenész, rádiós és televíziós műsorvezető, szakkommentátor, szerkesztő, médiaszemélyiség | Novák Tibor a Nobilis Rt. elnök-igazgatója             |
| 2019 | 2019. november 18. | Terdik János görögkatolikus szervezőlelkész           | Sándor Csaba Lajos erdélyi magyar néptáncpedagógus, koreográfus, népzenész                                      | Gorove László az Esztergom-Budapesti Főegyházmegye diakónusa, légimentő-orvos, a Magyar Légimentő Nonprofit Kft. ügyvezető igazgatója | Szekeres Pál olimpiai bronzérmes, háromszoros paralimpiai bajnok magyar tőr- és kardvívó, sportvezető                  | dr. Pataki Gergely sebész, plasztikai sebész szakorvos |
| 2020 | 2021. május        | Gáspár Tibor Márta Ferenc Rónaszéki Balázs            | Buda Barna Fuhrmann Géza Gárdián Gábor                                                                          | Ilyés Gyula Kiss László Végső Miklós                                                                                                  | Balázs Bécsi Attila Dolhai Attila Dr. Mihalec Gábor                                                                    | Barta Vilmos Dr. Németh Zoltán Városi Ferenc           |
| 2021 | 2021. november 19. | Dyekiss Emil Gergely dr. Lőrincz György Joszt László  | Dr. Seres István Makkai Ferenc Pánczél Róbert                                                                   | Decsi András Dr. Rostás Gábor Prof. Dr. Tóth Miklós                                                                                   | Dr. Abdulrahman Abdulrab Mohamed Lackfi János Tóth Zoltán                                                              | Barabás János Csák János Szabó Szilárd                 |